# Projeto GDELT
O Projeto GDELT, ou Global Database of Events, Language, and Tone (Banco de Dados Global de Eventos, Linguagem e Tom), criado por Kalev Leetaru do Yahoo! e da Universidade de Georgetown, juntamente com Philip Schrodt e outros, descreve-se como "uma iniciativa para construir um catálogo do comportamento e crenças em escala social humana em todos os países do mundo, conectando cada pessoa, organização, local, contagem, tema, fonte de notícias e evento em todo o planeta em uma única rede massiva que captura o que está acontecendo ao redor do mundo, qual é o seu contexto, quem está envolvido e como o mundo está se sentindo a respeito disso, todos os dias". As primeiras explorações que levaram à criação do GDELT foram descritas pelo cocriador Philip Schrodt em um artigo de conferência em janeiro de 2011. O conjunto de dados está disponível no Google Cloud Platform.

## Dados
O GDELT inclui dados de 1979 até o presente. Os dados estão disponíveis em arquivos compactados (ZIP) em formato de valores separados por tabulação usando uma extensão CSV para fácil importação para o Microsoft Excel ou em um software de planilha semelhante. Os dados de 1979 a 2005 estão disponíveis na forma de um arquivo compactado por ano, com o tamanho do arquivo aumentando gradualmente de 14,3 MB em 1979 para 125,9 MB em 2005, refletindo o aumento do número de meios de comunicação e a frequência e abrangência do registro de eventos. Arquivos de dados de janeiro de 2006 a março de 2013 estão disponíveis em granularidade mensal, com o tamanho do arquivo compactado aumentando de 11 MB em janeiro de 2006 para 103,2 MB em março de 2013. A partir de 1.º de abril de 2013, os arquivos de dados passaram a estar disponíveis com granularidade diária. O arquivo de dados para cada data é disponibilizado às 6h (UTC-5) do dia seguinte. Em junho de 2014, o tamanho do arquivo compactado diário era de cerca de 5 a 12 MB. Os arquivos de dados usam a codificação Conflict and Mediation Event Observations (CAMEO) para registrar eventos.
Em uma postagem de blog para a Foreign Policy, o cocriador Kalev Leetaru tentou usar dados do GDELT para responder à questão de saber se a Primavera Árabe desencadeou protestos em todo o mundo, utilizando o quociente do número de eventos relacionados a protestos em relação ao número total de eventos registrados como uma medida da intensidade do protesto, cuja tendência ao longo do tempo foi então analisada. O cientista político e especialista em ciência de dados/previsão Jay Ulfelder criticou a publicação no seu blog pessoal, dizendo que o método de normalização de Leetaru pode não ter contabilizado adequadamente a mudança na natureza e composição da cobertura mediática.
O conjunto de dados também está disponível no Google Cloud Platform e pode ser acessado usando o Google BigQuery.

## Recepção

### Recepção acadêmica
O GDELT foi citado e usado em vários estudos acadêmicos, como um estudo de análise visual e preditiva de notícias de Singapura (junto com a Wikipédia e o Straits Times Index) e um estudo sobre conflito político.
O problema do desafio na Conferência Internacional de Computação Social, Modelagem Comportamental e Predição (SBP) de 2014 pediu aos participantes que explorassem o GDELT e o aplicassem à análise de redes sociais, comportamento e previsão.

### Recepção em blogs e na mídia
O GDELT foi abordado no site do Center for Data Innovation e no GIS Lounge. Também foi discutido e criticado em blogs sobre violência política e previsão de crises. O conjunto de dados foi citado e criticado repetidamente na Foreign Policy, incluindo em discussões sobre eventos políticos na Síria, na Primavera Árabe, e na Nigéria. Também foi citado no New Scientist, no site FiveThirtyEight e no blog de Andrew Sullivan.
O blog Predictive Heuristics e outros blogs compararam o GDELT com o Integrated Crisis Early Warning System [en] (ICEWS, Sistema Integrado de Alerta Precoce de Conflitos). Alex Hanna escreveu um blog sobre seu experimento avaliando o GDELT com dados codificados manualmente, comparando-o com o conjunto de dados da Dynamics of Collective Action.
Em maio de 2014, o blog do Google Cloud Platform anunciou que todo o conjunto de dados GDELT estaria disponível como um conjunto de dados público no Google BigQuery.